# خط‌ها و سایه‌ها
خط‌ها و سایه‌ها فیلمی به کارگردانی و نویسندگی بهروز فرجی ساخته سال ۱۳۷۷ هست. نام دیگر این فیلم «یک قدم تا مرگ» می‌باشد.این فیلم درشهرستان جهرم فیلمبرداری شده است.

## خلاصه داستان
حسین طاهری، خلبان نیروی هوایی در واپسین عملیات شناسایی خود اسیر و در نقطه‌ای نامعلوم از خاک عراق زندانی است…

## بازیگران
- فرامرز قریبیان
- چنگیز وثوقی
- مهشید افشارزاده
- فتحعلی اویسی
- مجید میرزاییان
- بهمن روزبهانی
- شاپور بخشایی